# Lafonoteca
Lafonoteca és una base de dades i portal d'informació dedicat a la música popular espanyola que edita els seus continguts web sota llicència Creative Commons.

## Història
Com a base de dades, Lafonoteca abasta estils i gèneres musicals com el pop, el rock, el rap, el flamenc o la rumba. Conté més de 1000 biografies de diferents grups i músics espanyols, incloent-hi el lloc de procedència, el temps en actiu i els noms dels seus components. A més, per a cada artista se'n ressenyen els àlbums musicals més representatius, que són qualificats amb entre una i cinc estrelles.
El projecte va sorgir inicialment com un blog fet entre un grup d'amics, que es trobava en un fòrum de música pop independent, prenent com a model AllMusic, la gran base de dades de la música anglosaxona.
Lafonoteca també ha promogut l'actuació de grups a Londres per a donar a conèixer la música independent espanyola a l'estranger. El 2011 va iniciar l'activitat discogràfica amb la presentació d'un recopilatori titulat No te apures mamá, es solo música pop, al qual van seguir deu referències fins al 2016. A finals de 2013 va iniciar la tasca editorial amb la reedició, juntament amb Libros Walden, de Música Moderna, de Fernando Márquez, publicat originalment el 1981, seguit de Saudade, la biografia sobre el músic gallec Andrés do Barro, i Batería, guitarra y twist, un llibre sobre els orígens del rock madrileny publicat el 2016.